# Moses Ingram
Monique Denise Ingram (Baltimore, Maryland; 6 de febrero de 1994), conocida profesionalmente como Moses Ingram, es una actriz estadounidense. Es conocida por sus papeles como Jolene en la miniserie de Netflix, Gambito de dama (2020), por la que fue nominada al Premio Primetime Emmy a la mejor actriz de reparto en una serie o película limitada o de antología, y como Reva Sevander / Tercera Hermana en la miniserie de Disney+, Obi-Wan Kenobi (2022).

## Primeros años
Ingram creció en Baltimore en una familia ensamblada de seis hijos; su madre trabajaba en el cuidado de niños y su padrastro trabajaba en operaciones de la ciudad. A los 10 años, su madre y una maestra de la escuela primaria Windsor Hills la inscribieron en un programa de teatro después de la escuela. Luego asistió a la Escuela de Artes de Baltimore, de donde se graduó en 2012.
Debido a limitaciones financieras, Ingram rechazó una oferta para asistir a la Universidad Howard y se inscribió en el Colegio Comunitario de la Ciudad de Baltimore en 2012. Aunque la ciudad de Baltimore no tenía un programa de teatro, su asesor la animó a continuar actuando y audicionando para obras locales. También tomó múltiples trabajos de medio tiempo y becas para financiar su educación. Se graduó con un título de asociado.
En 2015, ganó una competencia regional de la Sociedad Nacional de Artes y Letras y terminó cuarta en las nacionales. El ganador de esa competencia, Jonathan Majors, la animó a audicionar para la Escuela de Drama de Yale. Fue aceptada con el apoyo de una beca y se inscribió durante el otoño de 2016.
Antes de comenzar Yale, se renombró a sí misma como Moses: "Entonces, cuando llegamos [a Yale], querían que registráramos nuestros nombres porque esta es la primera vez que se publicitarían para que la gente pueda verlos. Y antes de llegar a Yale, pasé tanto tiempo tratando de hacer funcionar las cosas que mi nombre simplemente no se sentía adecuado. Así que oré y le pregunté a Dios: '¿Qué es? Sé que ahora no es mi nombre, pero es algo'. Y unos días después, escuché Moisés ('Moses' en inglés) en mi cabeza y eso fue todo".
Recibió un premio Princesa Grace en 2018. En su último año en Yale, Ingram recibió excelentes críticas por su actuación principal como Viola en una versión afrocéntrica de "Twelfth Night" de Shakespeare. Se graduó con una Maestría en Bellas Artes en junio de 2019.

## Carrera
Un mes después del comienzo, hizo una audición en la ciudad de Nueva York para participar en la miniserie de Netflix, Gambito de dama y consiguió el papel de Jolene, la amiga de la protagonista en el orfanato. Por su papel, fue nominada al Premio Primetime Emmy a la mejor actriz de reparto en una serie o película limitada o de antología.
Ingram apareció a continuación en las películas The Same Storm y The Tragedy of Macbeth de Joel Coen como Lady Macduff, que se estrenó en el Festival de Cine de Nueva York en septiembre de 2021. Luego participó en la película Ambulance de Michael Bay. Tomando nota su nominación al Emmy y estos papeles, Variety la nombró una de las diez actrices a tener en cuenta en 2021.
En 2022, Ingram apareció en la miniserie derivada de Star Wars, Obi-Wan Kenobi como Reva Sevander / Tercera Hermana, una Inquisidora que trabaja para cazar a los Jedi sobrevivientes después de la Orden 66. Por su papel como Reva Sevander en la serie, Ingram recibió en Instagram cientos de mensajes directos que contenían amenazas de muerte e insultos racistas de los que reveló ejemplos el 31 de mayo de 2022. Esto llevó a Disney y a sus colegas, incluido Ewan McGregor, a defenderla. McGregor, en un video publicado en las cuentas oficiales de las redes sociales de Star Wars, calificó los mensajes de "horrendos" y dijo que "Si le estás enviando mensajes de acoso, en mi opinión no eres un fanático de Star Wars".

## Filmografía

### Cine
| Cine | Cine                         | Cine           | Cine         |
| Año  | Título                       | Rol            | Notas        |
| ---- | ---------------------------- | -------------- | ------------ |
| 2018 | Candace                      | Charlie        | Cortometraje |
| 2021 | The Same Storm               | Audre Robinson |              |
| 2021 | The Tragedy of Macbeth       | Lady Macduff   |              |
| 2022 | Ambulance                    | Amy Sharp      |              |
| 2023 | All Dirt Roads Taste of Salt | Josie          |              |

### Televisión
| Televisión | Televisión      | Televisión                      | Televisión |
| Año        | Título          | Rol                             | Notas |
| ---------- | --------------- | ------------------------------- | --- |
| 2020       | Gambito de dama | Jolene                          | Miniserie (4 episodios) Nominada al Premio Primetime Emmy a la mejor actriz de reparto en una serie o película limitada o de antología |
| 2022       | Obi-Wan Kenobi  | Reva Sevander / Tercera Hermana | Miniserie de Disney+ |